# 東京歯科技工専門学校
 東京歯科技工専門学校（とうきょうしかぎこうせんもんがっこう）は 東京都品川区西五反田5丁目1番10号にかつて本拠を置いていた、歯科技工士養成の専修学校であった。
略称は東技専であった。

## 閉校
業界で有名な技工士を数多く輩出した名門校であるが、歯科技工士を取り巻く環境は大変厳しく、2009年入学生から学生募集を停止、第37期生が卒業を迎える2010年3月に閉校をした。大都市部で初めての大型校閉校である。
- 閉校を伝える業界紙記事

## 沿革
- 1972年 - 厚生省(当時）の認可を得て歯科技工士の教育を開始。
- 1976年 - 学校教育法改正を受け、専修学校に移行する。
- 1979年 - 歯科技工専修科を設置。
- 2009年 - 学生募集停止
- 2010年3月31日 - 閉校

## かつての教育理念
- 歯科医療の未来へ、人々の健康に貢献できる優秀なスペシャリスト

## 概要
- 1972年創設以来、長年東京歯科大学と連携した、歯科技工士養成にあたっていた。
- 歯科技工士の国家資格取得後は歯科技工専修科へ進む事ができた。

## かつての所在情報
- 東急目黒線不動前駅より徒歩3分

## 関連情報
- 東京都専修学校一覧
- 東京歯科大学 - 当校と連携先
- 大塚弘介 - 当校代表者
- 歯科技工士養成所
- 全国歯科技工士教育協議会
- 全国歯科技工士学校協会